# سلیم پونا
سلیم پونا (نام علمی: Charadrius alticola) نام یک گونه از سرده سلیم‌های طوق‌دار است.